# Łeontij Kunycki
Łeontij Kunycki, pol. Leon Kunicki h. Bończa, ukr. Леонтій Куницький (ur. 20 czerwca 1877 w Orzechowcu, zm. 25 września 1961 w Mościskach) – ukraiński działacz społeczny, doktor teologii, ksiądz prałat greckokatolicki, kanonik greckokatolickiej kapituły metropolitalnej. W latach 1925–1939 członek Centralnego Komitetu Ukraińskiego Zjednoczenia Narodowo-Demokratycznego (UNDO), wiceprezes UNDO w latach 1928–1939, poseł na Sejm II kadencji.
Ukończył ukraińskie gimnazjum akademickie we Lwowie (1896), a następnie greckokatolickie Seminarium Duchowne (w 1901 otrzymał święcenia kapłańskie). Studiował później we Lwowie, Wiedniu, Rzymie i Innsbrucku, uzyskując w 1904 doktorat z teologii. Po otrzymaniu w 1901 święceń kapłańskich i zakończeniu studiów do 1914 był duszpasterzem diaspory ukraińskiej w USA. Od 1917 przebywał we Lwowie. Kanonik, prałat – kanclerz greckokatolickiej metropolitalnej Kurii Arcybiskupiej, proboszcz archikatedry św. Jura. Profesor Akademii Teologicznej we Lwowie.
W II Rzeczypospolitej początkowo w Ukraińskiej Partii Pracy Narodowej (UPNR), wydawca jej organów prasowych „Nowa Rada” (1919–1920) i „Nasz Prapor” (1923–1924). Współzałożyciel UNDO, członek Komitetu Centralnego UNDO przez cały okres istnienia partii, od 1928 do końca istnienia partii jej wiceprzewodniczący.
W wyborach parlamentarnych w 1928 wybrany na posła do Sejm RP drugiej kadencji z listy Bloku Mniejszości Narodowych z okręgu nr 54 (Tarnopol–Trembowla–Skałat–Zbaraż–Podhajce–Czortków–Buczacz–Husiatyn–Borszczów–Zaleszczyki)). Reprezentant UNDO i Ukraińskiej Reprezentacji Parlamentarnej na Kongres Mniejszości Narodowych w Genewie (w dniach 29–31 sierpnia 1928).
W czasie kampanii wyborczej przed wyborami do Sejmu i Senatu w listopadzie 1930 (tzw. „wyborami brzeskimi”) aresztowany 1 października 1930 w Warszawie pod zarzutem wystąpień antypaństwowych. Został przewieziony do więzienia w Czortkowie, wypuszczony po trzech i pół miesiąca za kaucją 3000 złotych. 25 stycznia 1932 rozpoczął się we Lwowie jego proces, 1 lutego 1932 został skazany na sześć miesięcy więzienia z zaliczeniem aresztu śledczego w zawieszeniu na 5 lat. W latach 1937–1939 przewodniczący Komitetu Pomocy dla Ukraińskich Więźniów Politycznych.
11 kwietnia 1945, wraz z Josyfem Slipym, arcybiskupem metropolitą lwowskim, biskupami: Nikitą Budką (biskup pomocniczy archidiecezji lwowskiej), Hryhoryjem Chomyszynem (biskup diecezji stanisławowskiej), Mykołą Czarneckim (apostolski wizytator Kościoła katolickiego obrządku bizantyjsko-słowiańskiego), Iwanem Latyszewskim (biskup sufragan stanisławowski) i innymi wysokimi rangą duchownymi Kościoła greckokatolickiego na Ukrainie został aresztowany przez NKWD i zesłany do łagru. Uwolniony w 1956, do końca życia mieszkał w Mościskach.